# Helietta mollis
Helietta mollis là một loài thực vật có hoa trong họ Cửu lý hương. Loài này được (Miq.) Kaastra mô tả khoa học đầu tiên năm 1977.